# Muonio
Muonio (abans anomenat Muonionniska, en sami:Muoná) és un municipi de la Lapònia Finlandesa.
Ocupa una superfície de 2.038 km² i té una població de 2.369 habitants (2012). Va ser fundat l'any 1868. A l'oest limita amb el municipi de Suècia anomenat Pajala. Hi ha un pont al riu Muonio que la comunica amb Suècia.
La durada de l'estació de la neu a Muonio és la més llarga de Finlàndia i per això té unes importants instal·lacions d'esquí.

## Pobles
Inclou les poblacions de Ylimuonio, Kangosjärvi, Kätkäsuvanto, Kihlanki i Särkijärvi.